# Рей (остров)
Остров Рей (исп. Isla del Rey) — крупнейший остров в архипелаге Жемчужных островов в Панамском заливе.

## Этимология
Первоначальное название — Isla Rica, то есть Изобильный остров — дал острову Васко де Бальбоа в октябре 1513 года во время своего первого тихоокеанского похода. Нынешнее название, возможно, является преобразованием изначального: Isla del Rey, то есть Царский остров или остров Царя. В своей поздней форме название острова следует духу испаноязычной топонимической традиции, изобилующей христианскими религиозными терминами и именами святых. В данной связи, можно с большой долей уверенности предполагать, что название дано не в честь какого-то исторического правителя, но в ознаменование и утверждение царственности Иисуса Христа.

## География

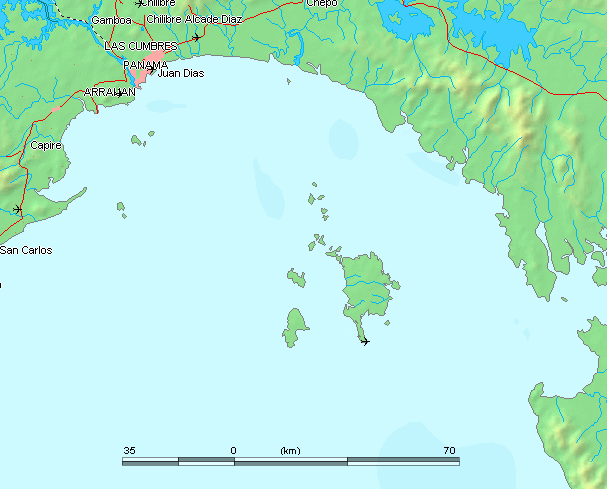
Архипелаг Лас Перлас

Остров имеет площадь большую, чем в сумме все остальные Жемчужные острова, также это второй по величине остров Панамы после Койбы. На острове есть несколько деревень, самая большая из которых — Сан-Мигель.

## История
Первым европейцем, увидевшим остров Рей, был Васко Нуньес де Бальбоа в октябре 1513 года во время первой экспедиции к Тихому океану. Он мог только видеть острова с моря, так как плохая погода не давала возможности его каноэ высадиться на берег. Имя, которое он дал острову — Isla Rica (Богатый остров).